# Чак Натт
Джефферсон Чарльз Розмонд младший (англ. Jefferson Charles Rosemond Jr., р. 29 марта 1977 в Сакраменто, Область залива Сан-Франциско, Калифорния, США), более известный под своим сценическим псевдонимом Chuck Nutt — американский рэпер, автор музыки и текстов.
Свою музыкальную карьеру начал с выступлений в ночных клубах с 1999 года. С этого времени он завоевал любовь поклонников рэпа на Западном побережье. Он открывал концерт таких известных рэперов, как Mike Jones, Bone Thuggs, The Game, Mistah F.A.B и Mr. Capone-E. В доказательство своего таланта, Чак также выступал на одной сцене с такими легендарными музыкантами как The Platters и Bo Jangles. С момента своего успеха с "You Got Issues", Чак был одним из пяти артистов, размещенные на BLOCK 2 BLOCK CD, который включал Messy Marv, The Team, Dope Game, Juice и Tom Skeemask. Чак Натт также записал гимн для бейсбольной команды Chico State’s.
После получения теплого приема со стороны музыкальной индустрии, прессы и поклонников со своим предыдущим альбомом, "You Got Issues", в который вошёл такой хит как "Give It Up", Чак выпустил альбом FUN, выйдя на такие компании как SMC Recordings и Universal Music Group и подписав с ними контракт.
В настоящее время проживает в Сан-Франциско. Работает совместно с мульти-платиновым продюсером James Earley, и с такими исполнителями как Mary Jane, Spice, Angelica Blaze, Lil Raider, San Quinn, Stix и др. На данный момент снял 9 видеоклипов. Готовится к выходу новый альбом.

## Альбомы
- Give It Up (17 сентября 1999)
- 1 Nutt 2 Many (2002)
- You Got Issues (2005)
- FUN (сентябрь 2008)

## Видео
- They’re Playin My Song (2008)
- 16 Switches — Lil Raider, Chuck Nutt, Mary Jane (2010)
- Who Is Watching Me — Chuck Nutt ft. San Quinn (2010)
- Freakin You — Chuck Nutt ft. Mary Jane (2010)
- #1 PICK (2010)
- Cars That Go — Chuck Nutt feat. Mary Jane (2010)
- 99 Problems (2011)
- Khvatit! - Angelica Blaze feat. Chuck Nutt & Jacques Earley. The remake of Angelica Blaze's music video for the song "Khvatit!" (Jae-E mix) (2011)
- CARRY ME / HERE IT COMES - Chuck Nutt feat. P.A.P.E (15.11.2011)